# Satellite news gathering

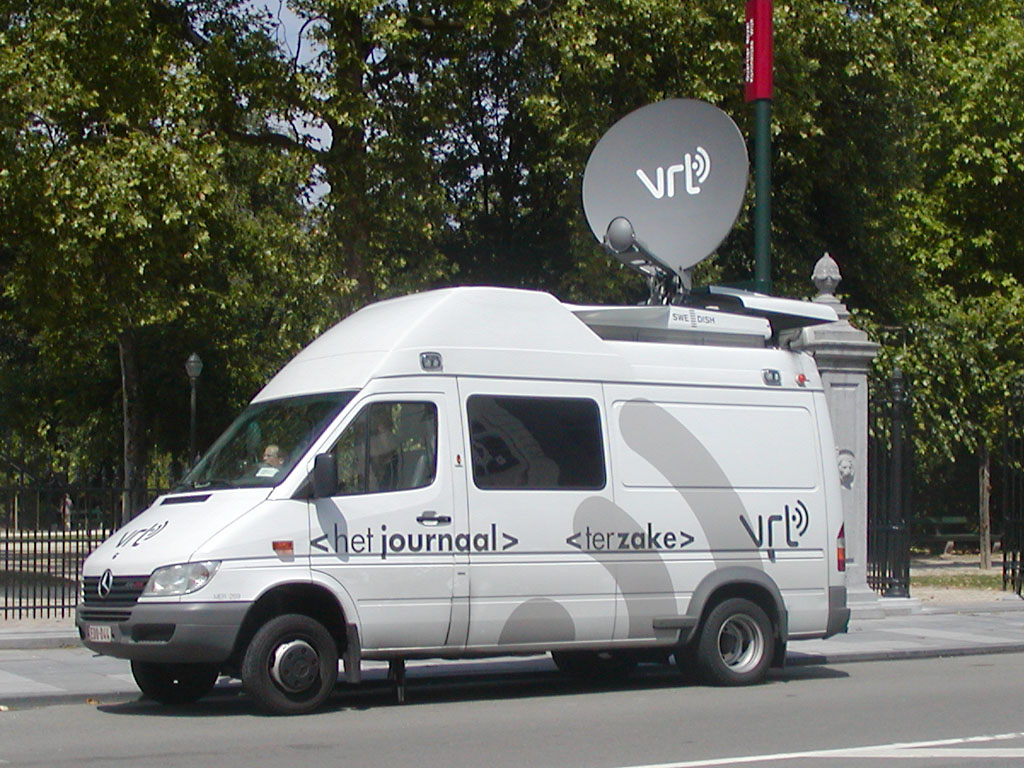
SNG-wagen van de Vlaamse Publieke Omroep VRT

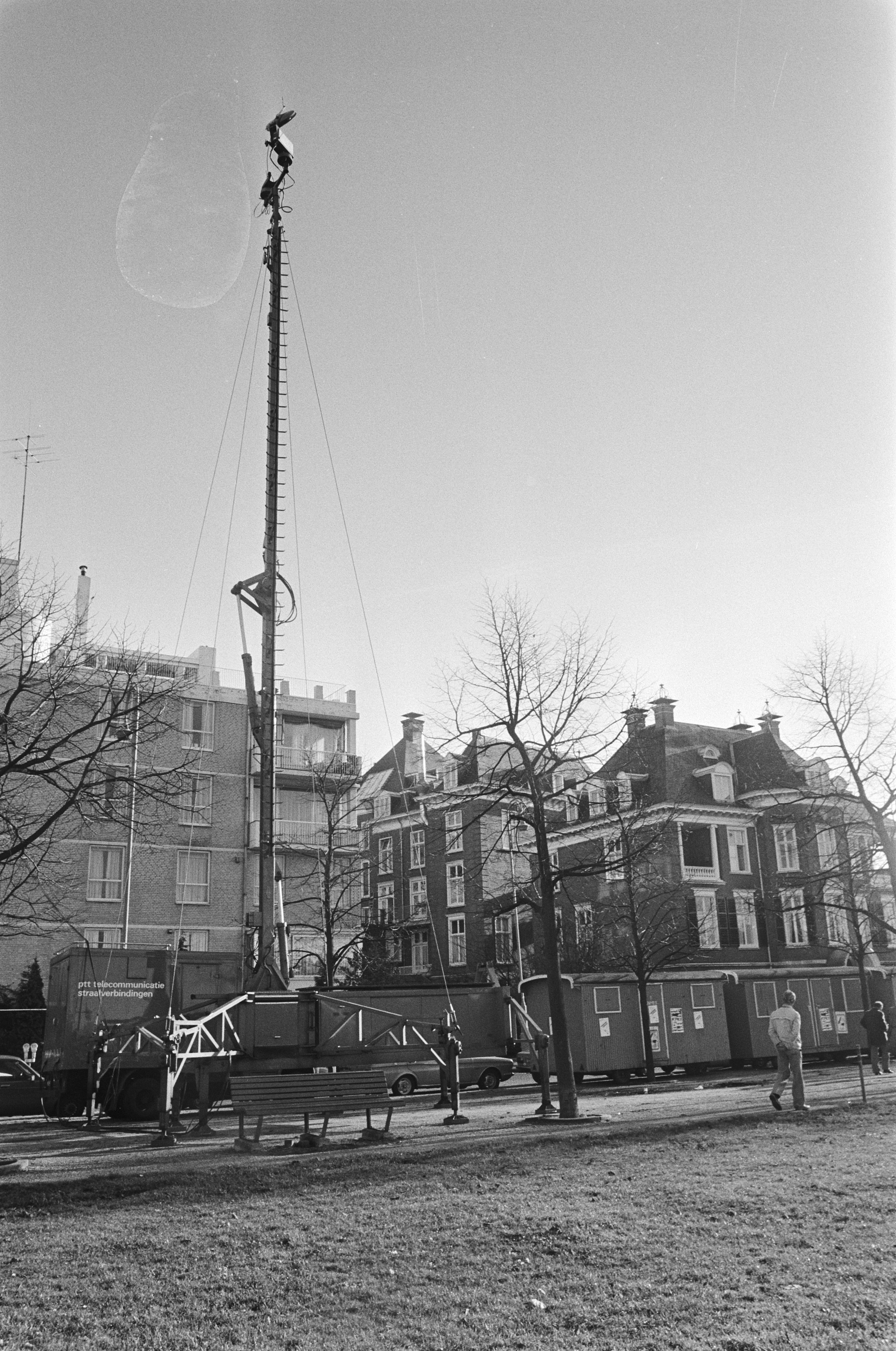
Mobiele PTT-straalzender op het Museumplein te Amsterdam voor een televisiereportage in 1981

Satellite news gathering (SNG), letterlijk 'nieuwsgaring per satelliet', is een techniek waarbij met behulp van daartoe speciaal uitgeruste voertuigen waarop een grote satellietschotel is geplaatst (vrijwel) overal ter wereld rechtstreeks radio- en/of televisie-uitzendingen kunnen worden uitgezonden.
In vroeger jaren kon een verslaggever slechts telefonisch rechtstreeks verslag doen van grote evenementen, ongelukken etc., items gemaakt door een verslaggever dienden eerst per koerier naar de studio gebracht te worden, waar deze voor uitzending eerst gemonteerd dienden te worden. Door gebruik te maken van een SNG-wagen kan de verslaggever rechtstreeks zijn of haar verslag inbrengen in bijvoorbeeld een journaaluitzending. Ook is het met de meeste SNG's mogelijk om zogenaamde kruisgesprekken te voeren tussen de presentator en de verslaggever.
Een SNG-wagen biedt vaak de mogelijkheid voor de verslaggever om zijn/haar verslag vooraf te monteren en te voorzien van commentaar alvorens het item door te stralen naar de studio.
Doordat SNG-wagens in vrijwel ieder gebied ingezet kunnen worden worden deze voertuigen tegenwoordig ook gebruikt voor het live uitzenden van complete radio- en televisieprogramma's.
Een andere mogelijkheid voor live locatie-uitzendingen zijn straalverbindingen. Naast de reportagewagen wordt dan een vrachtauto geplaatst met daarop een inklapbare zendmast die wordt gericht op de dichtstbijzijnde antenne. Doordat bij gebruik van straalzenders beide locaties elkaar moeten kunnen zien, zijn soms meerdere straalzenders noodzakelijk om naar het ontvangststation te komen. Daarnaast kan ook gebruik worden gemaakt van glasvezel of het 3G-/4G-netwerk.
Bij gebruik van een SNG-wagen kan deze eveneens worden gekoppeld aan de reportagewagen, en worden het beeld en geluid naar een geostationaire satelliet verzonden die het signaal weer terugstuurt naar de aarde waar het signaal wordt opgevangen in een studio waar het signaal geschikt wordt gemaakt voor uitzending.